# Logo Słupska
Logo Słupska – graficzny znak identyfikacyjny miasta Słupska, wykorzystywany do wyróżniania miejskich instytucji w przestrzeni publicznej oraz w celach promocyjno-marketingowych. Obowiązujące logo wprowadzono w 2015 roku. Logo swoją formą nawiązuje do herbu miasta. Projekt przygotowała lokalna agencja kreatywna Rio Creativo.